# Богданович, Карл Иванович
Карл Ива́нович Богдано́вич (17 [29] декабря 1864, Люцин, Витебская губерния — 5 июня 1947, Варшава) — белорусский учёный-геолог и географ. Занимался геологическими исследованиями минералов в различных районах России (Сибирь и Дальний Восток), во многих странах Азии (Персия, Кашгария, Тибет, Китай), в Америке (главным образом Аляска), в Африке и Европе. В 37 лет — профессор геологии Горного института в Санкт-Петербурге, В 49 лет — директор Геологического комитета России, Действительный статский советник. В 1919 году переехал в Польшу.

## Биография
Родился 17 (29) декабря 1864 в городе Люцин, Люцинский уезд, Российская империя. В семье белорусской шляхты (его отец был уездным выборным).
В 1874—1881 годах учился в военной гимназии в Нижнем Новгороде.
В 1881—1886 годах — студент Горного института в Санкт-Петербурге, после окончания которого получил диплом горного инженера. В 1885 г. во время студенческой практики под руководством Ф. Чернышева проводил исследования залежей железной руды на Урале, результаты которых опубликовал в этом же году в «Горном журнале».
Занимался в течение двух лет географическими и геологическими исследованиями в Закаспийской области и северо-восточной Персии.
В 1889 году в качестве геолога принял участие в экспедиции, снаряжённой Императорским русским географическим обществом под общим руководством М. В. Певцова в Тибет и Куэнь-Лунь.
В 1893—1894 годах состоял начальником Среднесибирской геологической партии, производившей исследования между Обью и Байкалом.
В 1895 году по поручению министерства земледелия и государственных имуществ отправился во главе экспедиции для изучения геологического строения и золотоносности Охотского побережья и Камчатки, продолжавшейся три года. Осенью 1898 года производил геологические исследования на южной оконечности Ляодунского полуострова.
В 1900 году участвовал в экспедиции, снаряжённой гвардии полковником в отставке Владимиром Михайловичем Вонлярлярским на Чукотский полуостров для поисков золота.
В 1901 году по поручению геологического комитета производил геологические исследования восточного Кавказа в области Главного хребта и совершил два новых пересечения его близ Шах-дага и Базар-дюзы.
Много путешествовал, руководил научными экспедициями, главной целью которых было изучение геологии территорий, где ещё не бывали учёные. Планы тех экспедиций всегда осуществлял. Его всегда интересовала материальная культура народов, проживающих на территориях, куда проникала научная экспедиция. Интересовался древними способами распознания ценных металлов и пород, условиями труда в шахтах, отношениями между горняками и владельцами шахт, торговлей драгоценными камнями и т. д. Результаты своих наблюдений обычно реферировал на заседаниях Императорского Русского географического общества, а также Польского географического общества и в других организациях. Этнографические исследования Богданович вёл в основном в Азии, на Малайском архипелаге и в Северной Африке.
С 1902 по 1919 года состоял профессором Горного института по кафедре геологии и рудных месторождений. В 1912—1913 годах создал капитальную сводку о рудных месторождениях, а в 1931 году — по нефтяной геологии. Исследования, проведённые Богдановичем в Кубано-Черноморском нефтяном районе, дали ценные результаты для стратиграфии кайнозойских, частью меловых отложений юга России. Работы по Средней Азии внесли вклад в сейсмологию и наметили тектоническую схему этого региона.
В 1909 году пожалован чином Действительного статского советника.
В 1914—1917 годах был директором Геологического комитета России.
В июле 1919 года переехал в Польшу.
В 1921 году Юзеф Пилсудский назначает его профессором геологии Краковской горной академии, где тот проработал до 1935 года. В 1938 году, будучи уже на пенсии, возглавляет администрацию Государственного геологического института в Варшаве. До конца жизни учил молодёжь в Краковской горной академии, проводя местные исследования в Польше и за рубежом.
Последние 9 лет жизни руководил Польской государственной геологической службой, был директором Государственного геологического института в Варшаве.
Скончался 5 июня 1947 года в Варшаве.

## Семья
Родители: отец — Богданович, Ян Павлович, судья; мать — Зофья (урожденная Кононович).
- Брат — Богданович, Ангел Иванович, публицист и критик.

Сын — Богданович, Александр Карлович (1908—1991) — палеонтолог.

## Награды
- 1901 — Константиновская медаль от Императорского Русского географического общества[5]
- 1891 — Медаль имени Н. М. Пржевальского.

## Память
- Варшавский Государственный геологический институт выпустил памятную медаль имени Карла Богдановича, которая вручается людям, заслуженным в развитии геологии.

Творчество Богдановича не раз являлось предметом международных конференций. Одну из них в 1952 году организовал Государственный геологический институт в Варшаве в честь 100-летия со дня его рождения. Также организовано три польско-советских симпозиума (в 1969 г. в Варшаве, в 1972 г. в Ленинграде и в 1978 г. во Вроцлаве), посвященные в большой степени его научным достижениям. На одном из симпозиумов Роман Качмарчук представил набросок содержания своей докторской диссертации, посвященной Богдановичу.
Рукописи и публикации Карла Богдановича в настоящее время хранятся в Музее Земли Польской академии наук в Варшаве, в Государственном геологическом институте в Варшаве, в Горнометаллургической академии в Кракове, а также в архивах и библиотеках Петербурга и Москвы. Они содержат богатый и ценный материал с информацией о полезных минеральных ископаемых, которой интересуются геологи и историки.
•  Ледник Богдановича (Тянь-Шань, Заилийский Алатау). Ледник назван гляциологом С.Е. Дмитриевым в 1911 году, в честь польско-российского профессора-геолога Карла Ивановича Богдановича (1864 – 1947 г.г.) исследователя Верненского землетрясения 1910 года. Результатом исследований стали работы, внесшие вклад в сейсмологию и наметившие тектоническую схему этого региона.
Ледник находится на пересечении Малоалматинского и Комсомольского ответвлений, на северном склоне Заилийского Алатау, к югу от Большого Талгарского перевала.